# Nirvana placidus
Nirvana placidus är en insektsart som beskrevs av Carl Stål 1859. Nirvana placidus ingår i släktet Nirvana och familjen dvärgstritar. Inga underarter finns listade i Catalogue of Life.